# Бохтюга (приток Шиченги)
Бохтюга (Бахтюга) — река в России, протекает в Сямженском районе Вологодской области. Устье реки находится в 17 км по правому берегу реки Шиченга. Длина реки составляет 15 км.
Исток Бохтюги находится в заболоченном лесу к северо-востоку от деревни Юковская (Сельское поселение Ногинское) и в 22 км к северо-востоку от Сямжи. Река течёт по заболоченному ненаселённому лесу на юг и на юго-запад, за 2 км до устья принимает справа крупнейший приток — Полевую Бохтюгу.

## Данные водного реестра
По данным государственного водного реестра России относится к Двинско-Печорскому бассейновому округу, водохозяйственный участок реки — озеро Кубенское и реки Сухона от истока до Кубенского гидроузла, речной подбассейн реки — Сухона. Речной бассейн реки — Северная Двина.
По данным геоинформационной системы водохозяйственного районирования территории РФ, подготовленной Федеральным агентством водных ресурсов:
- Код водного объекта в государственном водном реестре — 03020100112103000005788
- Код по гидрологической изученности (ГИ) — 103000578
- Код бассейна — 03.02.01.001
- Номер тома по ГИ — 03
- Выпуск по ГИ — 0